# (2769) Mendeleïev
Pour les articles homonymes, voir Mendeleïev.
(2769) Mendeleïev (désignation internationale : (2769) Mendeleev) est un astéroïde de la ceinture principale.
Découvert le 1er avril 1976 par Nikolaï Tchernykh à Naoutchnyï, il est nommé en l'honneur du chimiste russe Dmitri Mendeleïev.

## Orbite

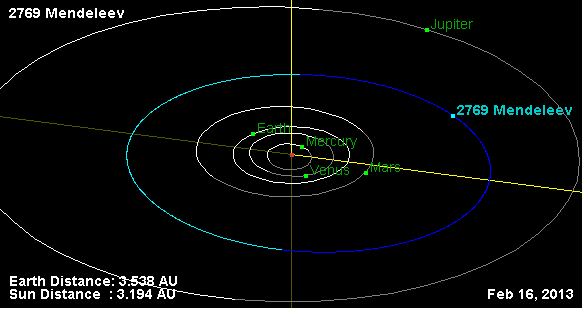
Orbite de (2769) Mendeleïev.

L'orbite de (2769) Mendeleïev se caractérise par un demi-grand axe de 3,14 ua, une excentricité de 0,13 et une inclinaison de 2,5° par rapport à l'écliptique.